# 丹戎巴葛联足球俱乐部
丹戎巴葛聯足球俱樂部（Tanjong Pagar United）是新加坡的一家职业足球俱乐部。俱乐部是創立於1996年，並為新加坡職業足球聯賽的元老球隊之一。
在新加坡職業足球聯賽形成之前球队叫做中峇鲁选区体育俱乐部，球队在1983年和1987年获得过当时新加坡最高级联赛新加坡国家足球联赛的冠军，在1996年球队更名为中峇鲁联队，1998年球队再度更名为丹戎巴葛联直至現今。
球队的吉祥物为美洲虎。当俱乐部在新加坡职业足球联赛踢球时期球队的主场设在女皇镇体育场。
俱乐部於2004年赛季後，因财政问题退出了S-League，但在2011年回到了S-League。2015年赛季，他们又以同样的理由退出了S-League。

球队吉祥物美洲虎

## 球队荣誉

### 新加坡職業聯賽
- 2014年 - 第九名
- 2013年 - 第六名
- 2012年 - 第十二名
- 2011年 - 第十一名
- 2004年－ 第十名
- 2003年－ 第十名
- 2002年－ 第九名
- 2001年－ 第四名
- 2000年－ 亚军
- 1999年－ 第三名
- 1998年－ 亚军
- 1997年－ 亚军
- 1996年－上半季： 第五名；下半季： 第二名

### 职业联赛之前的冠军头衔
- 新加坡国家足球联赛: 1983年 & 1987年

### 新加坡盃冠軍
- 新加坡杯: 1998年
- 新加坡足总杯: 1998年
- 新加坡总统杯: 1982年，1985年，1987年，1988年 & 1994年